# Dragobrat
Dragobrat (en ukrainien: Драгобрат) est une petite station de ski qui a été développée à proximité immédiate du mont Blyznytsia (Близниця, 1 881 m). Elle est située près de Yasinya (Ясіня) dans le raion de Rakhiv, dans l'oblast de Transcarpatie, dans le sud-ouest de l'Ukraine.
Le domaine skiable a été développé sur les pentes du mont Stig (Стіг, 1 703 m). Du fait de son altitude — le plus haut domaine d'Ukraine, l'enneigement naturel y est relativement abondant, et la saison de ski dure généralement jusqu'en avril. Le dénivelé de la station Dragobrat est supérieur à 500 m, la longueur des descentes peut atteindre 10 km (sur un terrain vierge), l'altitude maximale est de 1 800 m, ce qui permet de faire des descentes raides en recherche d'adrénaline. Les fans extrêmes sont emmenés au sommet des montagnes sur des remontées mécaniques spéciales — des ratraks, d'où ils descendent eux-mêmes le long du plus haut niveau de difficulté.
Il y est possible de pratiquer le ski hors-pistes et l'héliski.
La Hoverla (point culminant de l'Ukraine, 2 061 m) est visible depuis le domaine skiable.